# Bobbi Eden
Bobbi Eden (Den Haag, 3 januari 1980), geboren als Priscilla Hendrikse, is een Nederlands voormalig pornoactrice, columniste en glamourmodel. Ook heeft Eden haak- en naai-boeken uitgegeven en is ze regelmatig te zien op reguliere tv in bijvoorbeeld Jouw vrouw, mijn vrouw.

## Biografie
Eden groeide op in Den Haag en liet samen met een vriendin toen ze zestien was een aantal foto's maken. Een tijd later stuurde ze deze fotoshoot op naar het magazine Penthouse. Hierna schreef ze zich in bij een modellenbureau en werd erotisch model. Vanaf 1998 was Eden glamourmodel. Ze werd in dat jaar tweede bij de Pet of the Year-verkiezing van Penthouse. Daarna deed ze modellenwerk voor veel grote mannenbladen, zoals Hustler, Penthouse, Playboy, Mayfair en Club.
Eden kreeg meer bekendheid door als een van de eerste tijdschriftmodellen in het webcamhuis van Interclimax te werken. Daarnaast werkte ze mee aan meer dan honderd pornografische filmproducties. Sinds 2009 werkte ze met haar echtgenoot enkel nog via haar eigen productiemaatschappij en bijbehorende websites.
In 2014 speelde Eden mee in het televisieprogramma Ik ben een ster, haal me hier uit!.
Op RTL 5 werd in 2014 en 2015 de realityserie over haar uitgezonden onder de naam Bobbi Eden: Dubbel D in LA.

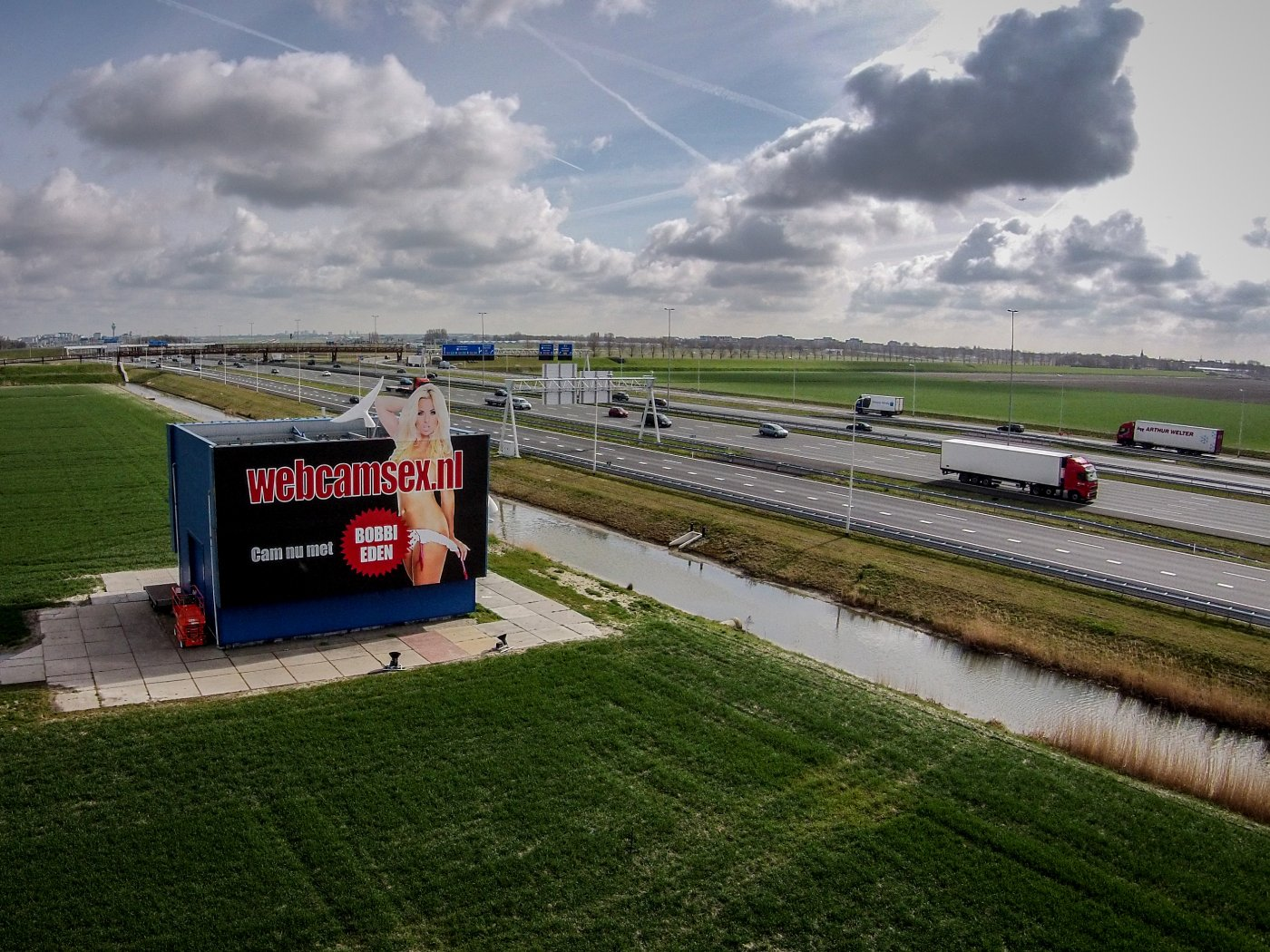
Reclamebord langs de A4

Eden sloot in april 2015 een deal met een Nederlandse webcamsite waarbij grote reclameborden langs de snelwegen werden geplaatst. De reclamecampagne moest worden beëindigd nadat ex-Kane zanger Dinand Woesthoff hierover een klacht indiende bij de Reclame Code Commissie. Uiteindelijk werd deze klacht in hoger beroep gehonoreerd, de reclameborden waren niet voldoende terughoudend.
Eden treedt op met een klassieke striptease-act op grote erotiekfestivals, zoals de Kamasutrabeurs, en doet regelmatig optredens in onder meer België, Duitsland, Finland, Frankrijk en de Verenigde Staten. Haar verdere werkzaamheden bestaan uit het onderhouden van haar zelfgemaakte websites en het werken met de webcam. Daarnaast doet ze foto- en videoshoots voor de website en schrijft ze columns voor onder andere Panorama.
In 2015 trad Eden op in de theatervoorstelling LULverhalen Ladies on stage van Howard Komproe.
In februari 2019 werd bekendgemaakt dat Eden een van de deelnemers werd aan het SBS6-programma It Takes 2.
Bobbi Eden pakte handwerken, met name haken, op als nieuwe activiteit en gaf het boek "Iedereen kan haken" uit. Eden was van 20 februari tot 20 april 2020 de nieuwe BiebFavoriet in alle bibliotheken van Den Haag.

## Filmografie

### Televisie
| Televisieprogramma's | Televisieprogramma's               | Televisieprogramma's | Televisieprogramma's | Televisieprogramma's   | Televisieprogramma's |
| Jaar                 | Productie                          | Zender               | Aantal afleveringen  | Gemiddelde kijkcijfers | Start                |
| -------------------- | ---------------------------------- | -------------------- | -------------------- | ---------------------- | -------------------- |
| 2013                 | Jokertje's Jawoord                 | RTL 5                | 1                    | onbekend               | 20 april 2013        |
| 2014                 | Ik ben een ster, haal me hier uit! | RTL 5                | t/m aflevering 4     | onbekend               | 20 april 2014        |
| 2014                 | Jouw vrouw, mijn vrouw             | RTL 4                | 1                    | 1.700.000              | 30 april 2014        |
| 2014                 | Bobbi Eden: Dubbel D in LA         | RTL 5                | 8                    | 416.000                | 28 oktober 2014      |
| 2016                 | The Roast of Gordon                | Comedy Central       | 1                    | 464.000                | 20 december 2016     |
| 2017                 | Weet Ik Veel                       | RTL 4                | 1                    | 1.507.000              | 14 januari 2017      |
| 2017                 | Talenten Zonder Centen             | SBS6                 | 1                    | 465.000                | 19 december 2017     |
| 2017                 | Risky Rivers                       | NPO 3                | 1                    | onbekend               | 16 oktober 2017      |
| 2018                 | Vier handen op één buik            | NPO 3                | 1                    | 434.000                | 20 februari 2018     |
| 2019                 | The Big Escape                     | NPO 3                | t/m aflevering 5     | onbekend               | 2 maart 2019         |
| 2019                 | Mars tegen Venus                   | Net5                 | 1                    | onbekend               | 10 april 2019        |
| 2019                 | It Takes 2                         | SBS6                 | t/m aflevering 4     | onbekend               | 3 mei 2019           |
| 2019                 | Gordon tegen Dino Show             | SBS6                 | 1                    | 371.000                | 11 mei 2019          |
| 2021                 | Bevallen met Bobbi                 | TLC                  | 14                   | onbekend               | 31 maart 2022        |
| 2022                 | De Verraders Halloween             | Videoland            | 6                    | onbekend               | 27 oktober 2022      |
| 2024                 | De Kist                            | NPO 2                | 1                    | onbekend               | 28 januari 2024      |
| 2024                 | Moordfeest                         | SBS6                 | 1                    | 749.000                | 24 augustus 2024     |
| 2024                 | 30 seconds                         | SBS6                 | 1                    |                        | 28 september 2024    |
| 2024                 | Top 4000 Muziekquiz                | SBS6                 | 1                    |                        | 21 december 2024     |

### Pornofilms

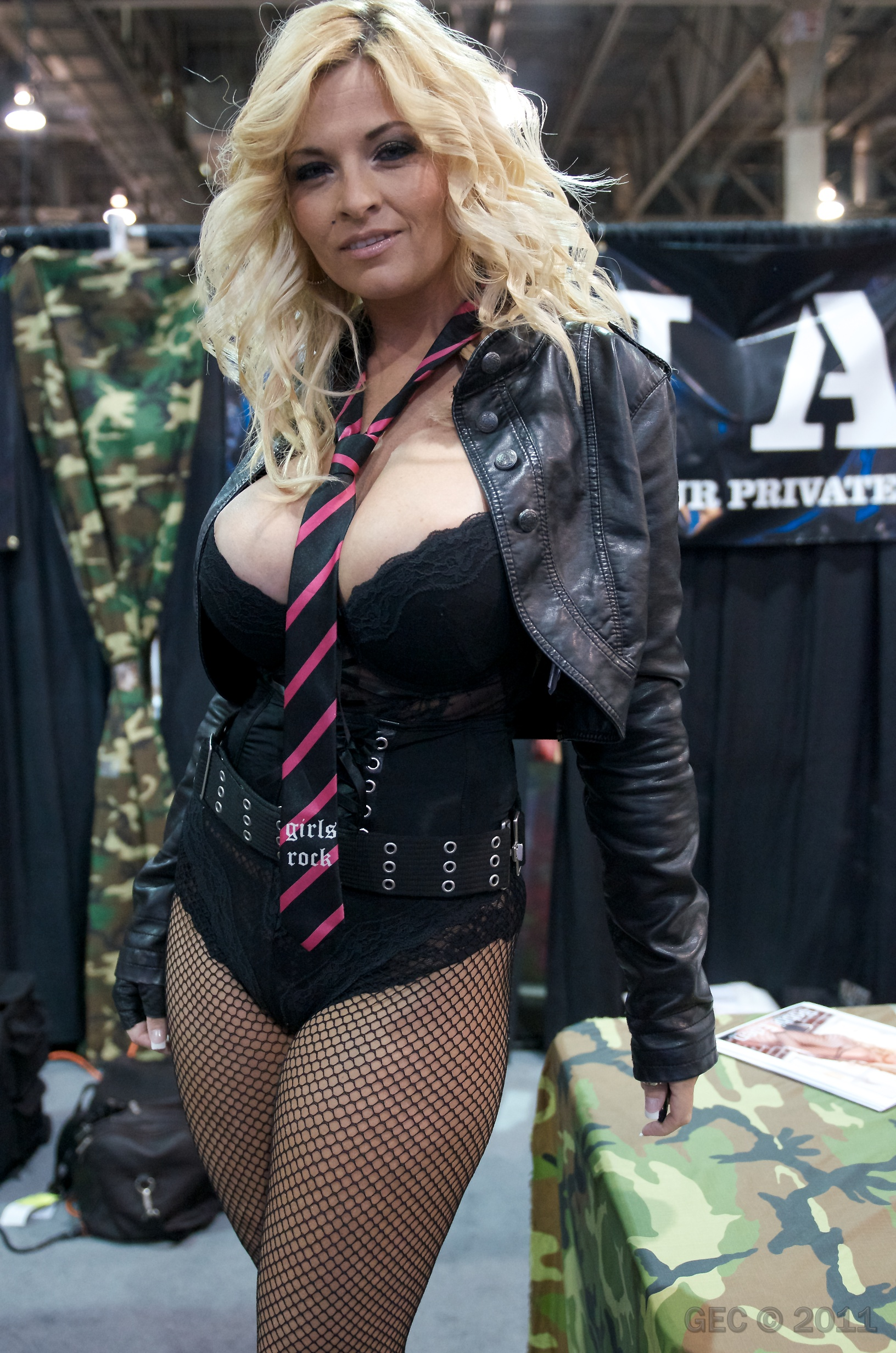
Bobbi Eden op de 2011 AVN Expo

Pornofilms zonder de compilaties en webscènes
| Pornofilms                             | Pornofilms |
| Productie                              | Jaar       |
| -------------------------------------- | ---------- |
| 18 and Lost in Cleveland               | 2002       |
| Blue Jean Blondes 5                    | 2002       |
| Deep Throat This 7                     | 2002       |
| Duchess                                | 2002       |
| North Pole 34                          | 2002       |
| Oral Adventures of Craven Moorehead 16 | 2002       |
| Private Reality 11: Singularity        | 2002       |
| Private Reality 12: Dangerous Girls    | 2002       |
| Pussyman's Decadent Divas 19           | 2002       |
| Screaming Orgasms 8                    | 2002       |
| Sneaky Preview 64                      | 2002       |
| Sorority Babes 2                       | 2002       |
| Up And Cummers 110                     | 2002       |
| Young and Cumming                      | 2002       |
| All Sex                                | 2003       |
| Amsterdam Sex Games                    | 2003       |
| Blow Me Sandwich 3                     | 2003       |
| Cleopatra 1                            | 2003       |
| Contacts                               | 2003       |
| Fresh Porn Babes 2                     | 2003       |
| Girls Gone Cock Wild 1                 | 2003       |
| Hook-ups 4                             | 2003       |
| Hot Bods And Tail Pipe 29              | 2003       |
| House of Games                         | 2003       |
| Jack's Playground 3                    | 2003       |
| Maximum Thrust 2                       | 2003       |
| Mystified 1: The Vision                | 2003       |
| Performing Ass                         | 2003       |
| Private Gold 60: Private Eye           | 2003       |
| Private Reality 13: Explosive Women    | 2003       |
| Private Reality 15: Never Say No       | 2003       |
| Real Female Masturbation 19            | 2003       |
| Rub The Muff 8                         | 2003       |
| Settimo Paradiso                       | 2003       |
| Superwhores 1                          | 2003       |
| Taped College Confessions 17           | 2003       |
| Virgin Surgeon 1                       | 2003       |
| Wet Dreams Cum True 1                  | 2003       |
| Big Cock Seductions 11                 | 2004       |
| Biggz and the Beauties 8               | 2004       |
| Craving Big Cocks 1                    | 2004       |
| Cum Swapping Sluts 7                   | 2004       |
| Dirty Dykes 2                          | 2004       |
| Dirty Girlz 3                          | 2004       |
| Dripping Wet Sex 10                    | 2004       |
| Erotic Stories: Lovers and Cheaters 2  | 2004       |
| Evil Vault 1                           | 2004       |
| Extreme Behavior 5                     | 2004       |
| First Class Euro Sluts 3               | 2004       |
| Foot Seduction 19                      | 2004       |
| Highway                                | 2004       |
| Hot Pink Television 9                  | 2004       |
| I Wanna Be Your Fuck Doll              | 2004       |
| Initiations 15                         | 2004       |
| Intensitivity 2                        | 2004       |

| Pornofilms                                     | Pornofilms |
| Productie                                      | Jaar       |
| ---------------------------------------------- | ---------- |
| Kiss Me Deadly                                 | 2004       |
| One on One 4                                   | 2004       |
| Peter North's POV 1                            | 2004       |
| Private Gold 63: Sex Experiment                | 2004       |
| Private Reality 21: Fuck Me                    | 2004       |
| Pussy Foot'n 10                                | 2004       |
| Sex Therapist                                  | 2004       |
| Straight A Student                             | 2004       |
| Virtual Dreams With Bobbi Eden                 | 2004       |
| Absolute Desire                                | 2005       |
| Addicted to Cock 2                             | 2005       |
| Adventures of Be the Mask 3                    | 2005       |
| Book Of Sex                                    | 2005       |
| Bound and Gagged At Work                       | 2005       |
| Couples In Danger                              | 2005       |
| Cum on My Face 3                               | 2005       |
| Girlvana 1                                     | 2005       |
| Gossip Sex                                     | 2005       |
| Leg Love 1                                     | 2005       |
| My Neighbors Daughter 6                        | 2005       |
| Pleasures of the Flesh 10                      | 2005       |
| Private Gold 70: Sex Rebels                    | 2005       |
| She Licks Girls 1                              | 2005       |
| Sodomia                                        | 2005       |
| Superwhores 1 Collector's Edition              | 2005       |
| Tickled Guys                                   | 2005       |
| 24 Hours In London                             | 2006       |
| Private XXX 31: Hot Beavers                    | 2006       |
| Barefoot Blonde Babes 2                        | 2007       |
| Cock Fuckers                                   | 2007       |
| Dave's Daydreams: Bobbi Eden                   | 2007       |
| Dave's Daydreams: Bobbi Eden and Monica Mayhem | 2007       |
| Dave's Daydreams: Bobbi Eden and Terry Summers | 2007       |
| Five Hot Stories for Her                       | 2007       |
| Girls in White 5                               | 2007       |
| Tear It Up (II)                                | 2007       |
| All Alone 3                                    | 2008       |
| Anal Prostitutes On Video 5                    | 2008       |
| Bobbi Eden In Bondage                          | 2008       |
| Fetish De Luxe                                 | 2008       |
| Finger Licking Good 5                          | 2008       |
| Fishnets 8                                     | 2008       |
| Head Case 3                                    | 2008       |
| MILF Invaders 7                                | 2008       |
| MILF Magic 2                                   | 2008       |
| Sasha Grey's Anatomy                           | 2008       |
| Throat Fucks 1                                 | 2008       |
| Women Seeking Women 39                         | 2008       |
| Women Seeking Women 43                         | 2008       |
| Deep Impact (Bluebird)                         | 2009       |
| Fem Luminoso                                   | 2009       |
| MILFs In Heat 4                                | 2009       |
| Porn Stars...Ultimate Sex Partners 2           | 2009       |
| North Pole 79                                  | 2011       |

## Publicaties
- Bobbi Eden - Het openhartige verhaal van Nederlands meest succesvolle pornoster, auteur: Bobbi Eden, autobiografie; uitgeverij Nijgh en Van Ditmar / Singel Uitgeverijen, Amsterdam, 2014, paperback 272 pagina's, ISBN 9789038899831
- Iedereen kan haken, hobbyboek; Kosmos Uitgevers, 2017, ISBN 9789043920148
- Ukkepukki's haken, hobbyboek; Kosmos Uitgevers, 2017, ISBN 9789043918947
- Haken@Home met Bobbi Eden - Winter. Warm, winters & cute, hobbyboek; Luitingh-Sijthoff, 2019, ISBN 9789024587537
- Iedereen kan knuffels haken met Bobbi Eden, hobbyboek; Luitingh-Sijthoff, 2020, ISBN 9789024590377
- Naaien@Home met Bobbi Eden: Naailes voor beginners, hobbyboek; Luitingh-Sijthoff, 2020, ISBN 9789024590810
- Bobbi Style: Vintage en nieuwe kleding naaien, hobbyboek; Luitingh-Sijthoff, 2021, ISBN 9789024597260
- Hoera baby onderweg!, zwangerschapsboek; Luitingh-Sijthoff, 2023, ISBN 9789021035482